# 馬澤奧島
65°9′S 65°0′W / 65.150°S 65.000°W
馬澤奧島（英語：Mazzeo Island）是南極洲的島嶼，位於威廉群島中昆塔納島西北面1公里，由英國南極名稱諮詢委員會命名，現時由南極條約體系管理。